# سباستین بروسکو
سباستین بروسکو (انگلیسی: Sebastián Brusco؛ زادهٔ ۸ اکتبر ۱۹۷۴) بازیکن فوتبال اهل آرژانتین است.
از باشگاه‌هایی که در آن بازی کرده‌است می‌توان به باشگاه فوتبال گودوی کروز، باشگاه فوتبال بلومینگ، باشگاه فوتبال جیمناسیا لاپلاتا، و باشگاه فوتبال راسینگ کلوب آویاندا اشاره کرد.